# Quadratisches Mittel
Das quadratische Mittel (oder der quadratische Mittelwert QMW, englisch: root mean square RMS) ist derjenige Mittelwert, der berechnet ist als Quadratwurzel des Quotienten aus der Summe der Quadrate der beachteten Zahlen und ihrer Anzahl.
Die zwei Zahlen 1 und 2 haben z. B. den quadratischen Mittelwert {\displaystyle {\sqrt {\frac {1^{2}+2^{2}}{2}}}\approx 1{,}58} (arithmetisches Mittel = 1,5;  die größere Zahl 2 wird beim quadratischen Mittel stärker bewertet).
Wegen der Quadrierung wird das quadratische Mittel auch zweites (absolutes) Moment genannt. Das „dritte Moment“ wäre die Mittelung in der dritten Potenz (auch kubisches Mittel genannt) usw.

## Berechnung
Für die Berechnung des QMW einer Zahlenreihe werden zunächst die Quadrate aller Zahlenwerte {\displaystyle x_{i}} addiert und durch ihre Anzahl n dividiert. Die Quadratwurzel daraus ergibt den QMW:
{\displaystyle \mathrm {QMW} ={\sqrt {{\frac {1}{n}}\sum _{i=1}^{n}{x_{i}^{2}}}}={\sqrt {\frac {x_{1}^{2}+x_{2}^{2}+\cdots +x_{n}^{2}}{n}}}}.
Aus geometrischer Sicht ermittelt man aus der Zahlenreihe Quadrate und aus ihnen ein Quadrat durchschnittlicher Fläche bzw. mittlerer Größe (der Radikand unter der Wurzel). Die Wurzel bzw. Seitenlänge dieses Quadrates ist das quadratische Mittel der Zahlenreihe {\displaystyle x_{i}} bzw. der Seitenlängen aller Quadrate.
Für fortlaufend vorhandene Größen muss über den betrachteten Bereich integriert werden:
{\displaystyle \mathrm {QMW} ={\sqrt {{\frac {1}{t_{2}-t_{1}}}\int _{t_{1}}^{t_{2}}{f(t)^{2}\,\mathrm {d} t}}}} ;
bei periodischen Größen, beispielsweise dem sinusförmigen Wechselstrom, integriert man über eine Anzahl von Perioden.

## Anwendung
In der Technik hat das quadratische Mittel große Bedeutung bei periodisch veränderlichen Größen wie dem Wechselstrom, dessen Leistungsumsatz an einem ohmschen Widerstand (Joulesche Wärme) mit dem Quadrat der Stromstärke ansteigt. Man spricht hier vom Effektivwert des Stromes. Der gleiche Zusammenhang gilt bei zeitlich veränderlichen elektrischen Spannungen.
Bei einer Wechselgröße mit Sinusform beträgt der QMW das {\displaystyle (1/{\sqrt {2}})}-fache des Scheitelwerts, also ca. 70,7 %.
Weiß man nichts über den zeitlichen Verlauf der auftretenden Schwankungen, so sollte aus dem Zusammenhang, in dem die Mittelwertbildung vorzunehmen ist, bekannt sein, ob eher der Gleichwert (z. B. bei Elektrolyse) oder der Effektivwert (z. B. bei Licht und Wärme) aussagekräftig ist.

## Veranschaulichung im Trapez

Figur 1

Figur 2

Figur 3

Eine Strecke der Länge {\displaystyle p} sei parallel zur Grundseite eines Trapezes und teile dieses in zwei flächengleiche Teil-Trapeze ({\displaystyle A_{1}=A_{2}}). Dann ist {\displaystyle p} das quadratische Mittel aus den Längen seiner parallelen Grundseiten (Figur 1). Das quadratische Mittel {\displaystyle p} kann konstruktiv einfach anhand der Darstellung des Bildes in der Einleitung bestimmt werden (Figur 2). Die Strecke {\displaystyle {\overline {CD}}} verläuft parallel zu {\displaystyle {\overline {AB}}.}
Der Beweis verwendet Figur 3.
Aus dem Strahlensatz folgt
{\displaystyle A_{a}:A_{p}:A_{b}=a^{2}:p^{2}:b^{2}}.
Wegen
{\displaystyle A_{p}-A_{a}=A_{b}-A_{p}}
erhält man
{\displaystyle A_{p}={\frac {A_{a}+A_{b}}{2}}}
und damit
{\displaystyle p^{2}={\frac {a^{2}+b^{2}}{2}}},
also
{\displaystyle p={\sqrt {\frac {a^{2}+b^{2}}{2}}}}.
Folglich ist {\displaystyle p} das quadratische Mittel von {\displaystyle a} und {\displaystyle b}.

## Ungleichung zwischen dem arithmetischen und dem quadratischen Mittel
Für
{\displaystyle b_{i}={\frac {1}{n}}} für {\displaystyle i=1,...,n}
folgt aus dem Spezialfall
{\displaystyle \left|\sum _{i=1}^{n}a_{i}\cdot b_{i}\right|\leq {\sqrt {\sum _{i=1}^{n}a_{i}^{2}}}\cdot {\sqrt {\sum _{i=1}^{n}b_{i}^{2}}}}
der Cauchy-Schwarzschen Ungleichung die Ungleichung
{\displaystyle \left|\sum _{i=1}^{n}a_{i}\cdot {\frac {1}{n}}\right|\leq {\sqrt {\sum _{i=1}^{n}a_{i}^{2}}}\cdot {\sqrt {\frac {1}{n}}}}.
Nach einer elementaren algebraischen Umformung ergibt sich
{\displaystyle \left|{\frac {1}{n}}\cdot \sum _{i=1}^{n}a_{i}\right|\leq {\sqrt {{\frac {1}{n}}\cdot \sum _{i=1}^{n}a_{i}^{2}}}}
und damit
{\displaystyle {\frac {1}{n}}\cdot \sum _{i=1}^{n}a_{i}\leq {\sqrt {{\frac {1}{n}}\cdot \sum _{i=1}^{n}a_{i}^{2}}}}
Diese Ungleichung sagt aus, dass das arithmetische Mittel stets kleiner gleich dem quadratischen Mittel ist.